# Минагава, Кэнтаро
Кэнтаро Минагава (яп. 皆川 賢太郎   Минагава Кэнтаро, род. 17 мая 1977 года) — бывший японский горнолыжник, специализировавшийся в слаломе. Участник четырёх Олимпиад.

## Карьера
На международном уровне в соревнованиях под эгидой FIS Кэнтаро Минагава дебютировал в 1994 году, когда принял участие в открытом чемпионате Новой Зеландии, где пробился в десятку сильнейших в слаломных соревнованиях.
В 1995 году принял участие в чемпионате мира среди молодёжи, который прошёл в Норвегии и занял там 12 место в слаоме. Лучший же результат на молодёжных первенствах показал через год в Швейцарии, когда замкнул пятёрку лучших, уступив лишь секунду австрийцу Бенджамину Райху.
В Кубке мира дебютировал 20 октября 1997 года во французском Тине, где стартовал в гигантском слаломе, но не пробился в решающую попытку. В феврале 1998 года принял участие в домашних для себя Олимпийских играх. Минагава стартовал в гигантском и специальном слаломе, но оба раза не смог завершить дистанцию, демонстрируя слишком агрессивную и рискованную технику.
Следующие несколько лет выступал в Кубке мира нерегулярно и долгое время не мог набрать первые кубковые очки. Лишь в январе 2000 года японец смог пробиться в очковую зону, при этом сразу же занял шестое место на очень престижном этапе в австрийском Китбюэле. В 2001 году также в Австрии показал лучший в карьере результат на чемпионатах мира, замкнув десятку сильнейших в слаломе.
На Олимпиаде 2002 года выступал только в слаломе и был дисквалифицирован по результатам первой попытки. Значительно успешнее Минагава выступил на Играх в Турине. По результатам первой попытки слалома он занимал третье место, уступая лишь Райху и финну Паландеру. Во второй попытке Минагава не был столь быстр и по сумме двух трасс разделил со шведом Мюрером четвёртое место. При этом от бронзового призёра Райнера Шёнфельдера они отстали всего на 0,03 с. Такого высокого результата японские горнолыжники не добивались с 1956 года, когда Тихару Игая стал серебряным призёром Олимпиады.
В конце 2006 года японец получил тяжёлую травму колена, но смог восстановиться и вернуться в сборную. На четвёртой в карьере Олимпиаде Минагава сошёл в первой слаломной попытке.
В конце карьеры японец нерегулярно выступал в Кубке мира, зато успешно выступал на региональном дальневосточном кубке и в 2013 году выиграл зачёт слалома этого турнира.
Завершил карьеру в 2014 году.
Супруга Минагавы — Айко Уэмура, известная японская фристайлистка, чемпионка мира в могуле.

## Выступления на Олимпийских играх
| Игры                | Слалом | Гигантский слалом |
| ------------------- | ------ | ----------------- |
| Нагано 1998         | DNF    | DNF               |
| Солт-Лейк-Сити 2002 | DSQ    | —                 |
| Турин 2006          | 4      | —                 |
| Ванкувер 2010       | DNF    | —                 |